# پسران بسیار عالی من
پسران بسیار عالی من (انگلیسی: My Too Perfect Sons; کره‌ای: 솔약국집 아들들) یک مجموعهٔ تلویزیونی کره جنوبی سال ۲۰۰۹ با بازی سون هیون-جو، لی پیل-مو، جی چانگ ووک، پارک سون یونگ و یو سون است. این مجموعه از ۱۱ آوریل تا ۱۱ اکتبر ۲۰۰۹، روزهای شنبه و یکشنبه ساعت ۱۹:۵۵ (کی‌اس‌تی) از کی‌بی‌اس۲ برای ۵۴ قسمت پخش شد.